# Louis-Gabriel Guillemain
Louis-Gabriel Guillemain (Parigi, 5 novembre 1705 – Chaville, 1º ottobre 1770) è stato un compositore e violinista francese, particolarmente noto per le Sinfonie nel gusto italiano (1740).

## Biografia
Nato forse a Parigi, venne educato presso la corte dei signori di Rochechouart e iniziò a studiare il violino in giovane età. Venne mandato in Italia per completare i suoi studi, perfezionandosi presso Giovanni Battista Somis a Torino. All'età di 24 anni, Guillemain si stabilì a Lione, dove ben presto si affermò come uno degli esecutori più richiesti e fu nominato primo violino dell'Acadèmie de Musique. La sua prima opera pubblicata, Premier livre de sonates per violino e basso continuo, uscì a Digione nel 1734.
Tornato a Parigi, nel 1737 divenne musicien ordinaire del re Luigi XV. La sua carriera era in rapida ascesa, e negli anni quaranta del XVIII secolo era fra i musicisti più pagati a corte, e si esibiva regolarmente in concerti privati per il re e la regina. Nel frattempo continuò a comporre e a pubblicare le sue opere; il compositore Louis-Claude Daquin così parla di Guillemain nella sua Lettre sur les hommes célèbres del 1752:
Nella sua vita privata, però, sembra che Guillemain fosse un forte bevitore, specialmente in età avanzata, e spesso angustiato dai debiti a causa dei suoi gusti dispendiosi. Morì a Chaville, all'epoca un piccolo villaggio nei dintorni di Parigi, nel 1770; alcune fonti coeve affermano che si suicidò pugnalandosi 14 volte, ma il suo alcolismo e il fatto che la salma venne tumulata in terra consacrata suggeriscono l'ipotesi che la morte fu per cause naturali.

## Opere

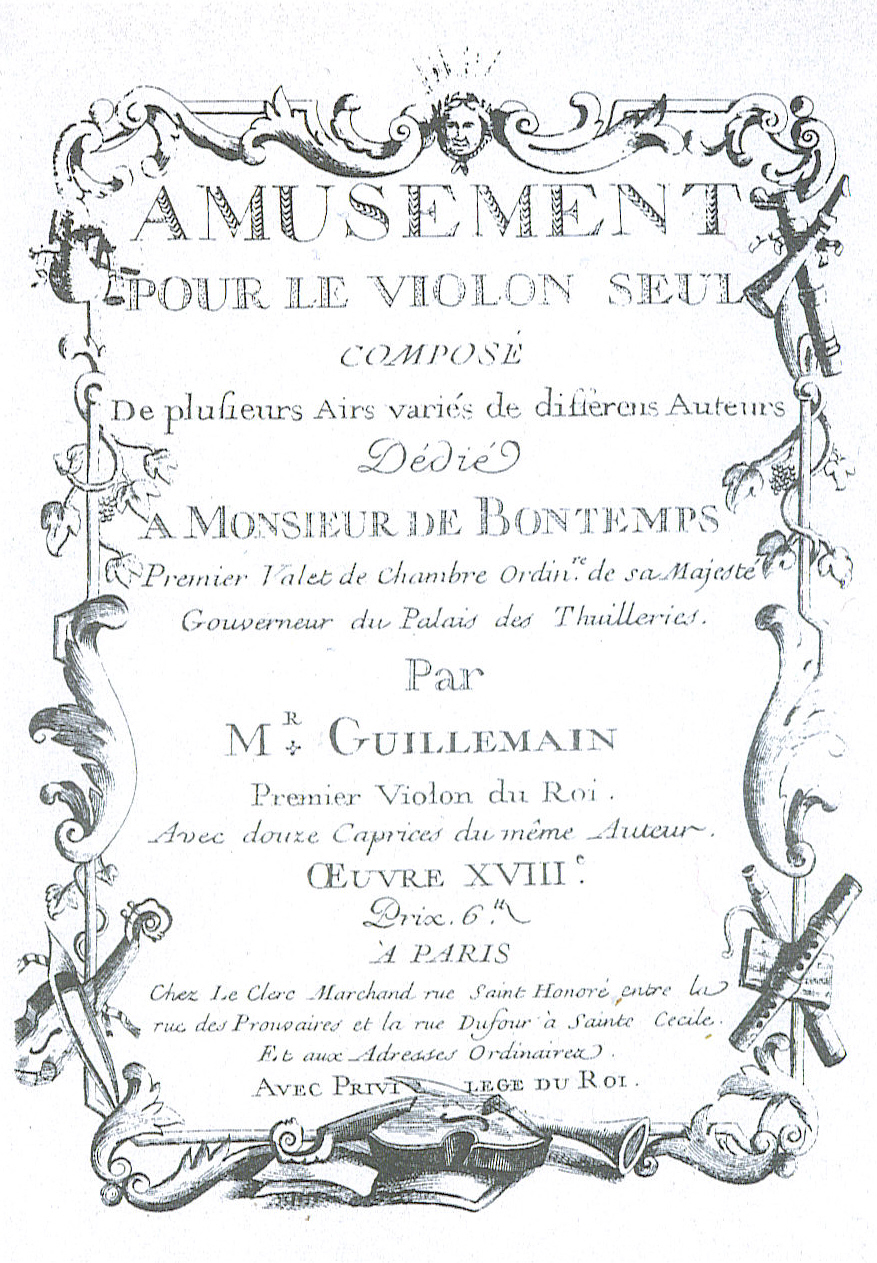
Frontespizio dell'Op. 18 di Guillemain, la sua ultima pubblicazione nota

Tutte edite a Parigi, ove non altrimenti specificato.
- Op. 1: Premier livre de sonates, 12 sonate per violino e basso continuo (Digione, 1734)
- Op. 2: XII sonates en trio pour les violons et flûtes, 12 sonate per trio (c. 1738)
- Op. 3: Deuxième livre de sonates, sonate per violino e basso continuo (1739)
- Op. 4: VI sonates per 2 violini (1739)
- Op. 5: Deuxième livre de sonates, sonate per due violini/flauti (1739)
- Op. 6: VI symphonies dans le goût italien en trio, per 2 violini e basso continuo (1740)
- Op. 7: Six concertinos à quatre parties, per 2 violini, viola e basso continuo (1740)
- Op. 8: Premier amusement à la mode, per 2 violini/flauti e basso continuo (1740)
- Op. 9: Pièces per 2 vielle/musettes/flauti/violini (c. 1741), perduti
- Op. 10: Six sonates en trio, per 2 violini e basso continuo (1741)
- Op. 11: Troisième livre de sonates, per violino (o violini) e basso continuo (1742)
- Op. 12: Six sonates en quatuors ou conversations galantes, per flauto, violino, viola da gamba e basso continuo (1743)
- Op. 13: Pièces de clavecin en sonates avec accompagnement de violon, 6 pezzi per violino e clavicembalo (1745)
- L'opérateur chinois, balletto-pantomima (c. 1748)
- La Cabale sur un livret de Saint-Foix, comédie épisodique (c. 1748)
- Op. 14: Second livre de symphonies dans le goût italien en trio, 6 sinfonie per 2 violini e basso continuo (1748)
- Op. 15: Divertissemens de symphonies en trio, per due violini e basso continuo (1751)
- Op. 16: Symphonies d'un goût nouveau en forme de concerto pour les musettes, vielles, flûtes ou hautbois (1752), perdute
- Op. 17: Second livre de sonates en quatuor, per flauto, violino, viola da gamba e basso continuo (1756)
- Op. 18: Amusement pour le violon seul composé de plusieurs airs variés de différens auteurs … avec douze caprices, per violino solo, include anche brani di altri compositori (1762)

Alcune altre composizioni di Guillemain apparvero in antologie coeve.